# Albert Jung (Landrat, 1811)
Lorenz Albert Jung (geboren 19. April 1811 in Barmen; gestorben 23. September 1868 in Düsseldorf) war ein deutscher Politiker, Grundbesitzer in Barmen und 1848 Landrat des Kreises Elberfeld.

## Leben
Albert Jung war der Sohn der Protestanten Johann Christian Jung und dessen Ehefrau Carolina Johanna Jung, geborene Middendorf. Der Kreisstand des Kreises Elberfeld wählte ihn am 20. Oktober 1843 in der Nachfolge von J. A. von den Steinen zum 1. Kreisdeputierten. In dieser Funktion wurde er vom 1. Mai bis zum August 1848 auftragsweise mit der Verwaltung des Kreises betraut.

## Familie
Sein ältester Sohn Johann Carl August Jung (1842–1911) war Präsident der Handelskammer zu Elberfeld.